# ゴーダーヴァリ川

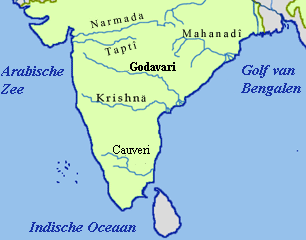
ゴーダーヴァリー川の位置

ゴーダーヴァリ川（ゴーダーヴァリがわ、マラーティー語:गोदावरी नदी、テルグ語: గోదావరి）、あるいはゴーダーヴァリー川（गोदावरी）は、デカン高原を北西から南東方向に横切ってベンガル湾へ注ぐ川。河口はクリシュナ川の北側、東ガーツ山脈の南側にある。上流は、マハーラーシュトラ州北東部、下流は、オリッサ州とアーンドラ・プラデーシュ州の州境付近に位置する。

## 概要
インドの西側のアラビア海から80kmのところの西ガーツ山脈に源を発するが、東側のベンガル湾に注いでいる。その延長は1465kmであり、流域面積は313000km²である。ダムが多数設置されており、灌漑や発電に利用されている。下流には、肥沃な平野を形成している。名称はテルグ語では、標記のとおり「ゴーダーヴァリ」（గోదావరి）と発音される。タミル語においても同様（கோதாவரி）である。一方、北インド系のサンスクリット語、ヒンディー語やマラーティー語などでは、「ゴーダーヴァリー」と、語末が長音となっている（गोदावरी）。
日本の地図帳などに見られる「ゴダバリ川」などの表記は、英語表記「Godavari」をそのままカタカナに転写しただけのものである。
上流部のカドヴァ川との合流点に広がる貯水池一帯を含むナンドゥル・マドメシュワル鳥類保護区はインドハゲワシ、ベンガルハゲワシなどの鳥類およびヒョウ、ビャクダン、デオラリミノーなどの動植物の生息地で、2019年にラムサール条約登録地となった。現在は外来種のホテイアオイの侵入が問題となっている。

## ギャラリー

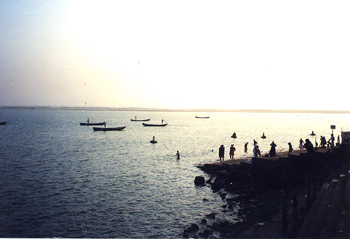
コヴル（英語版）
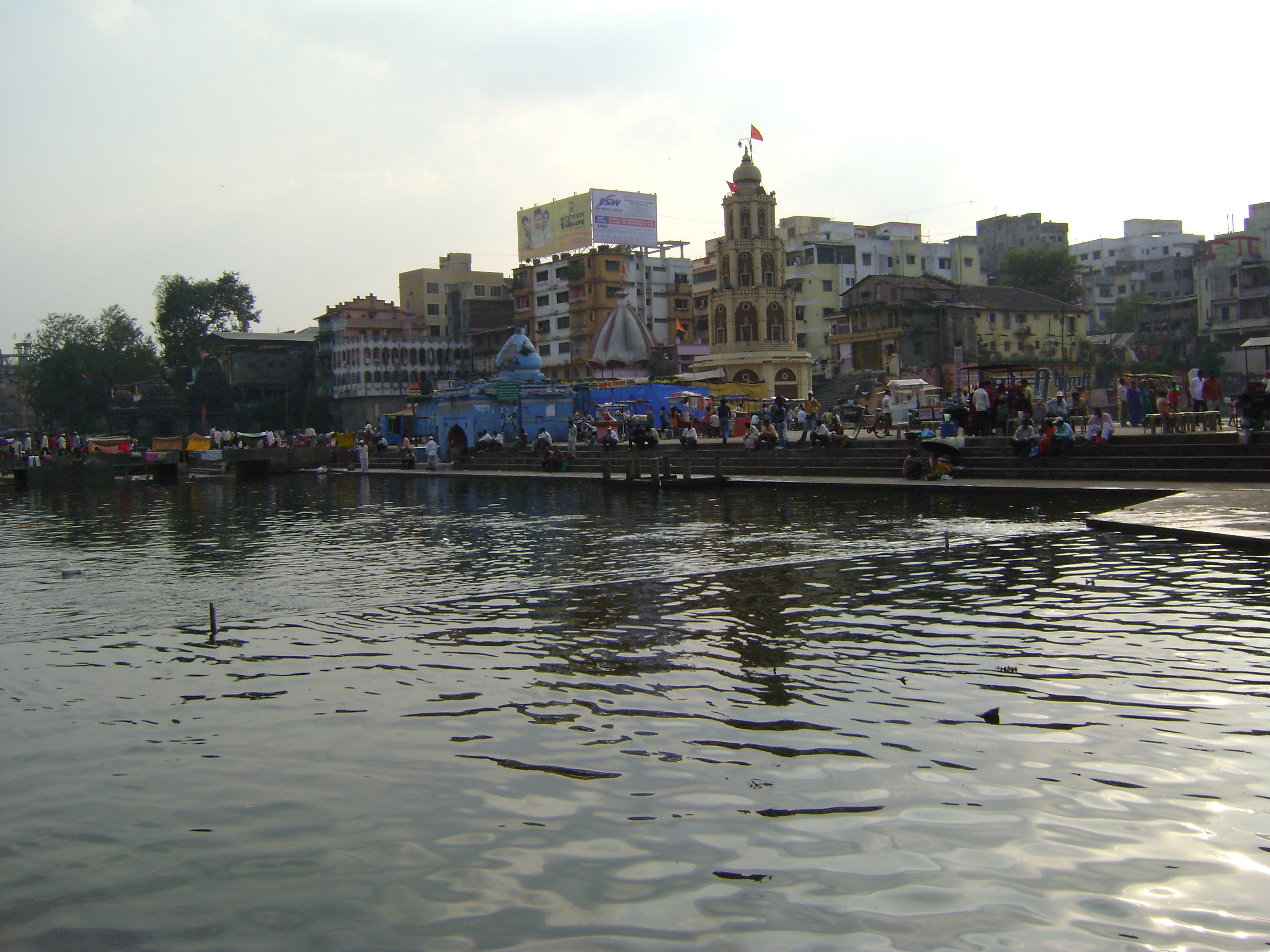
ナーシク
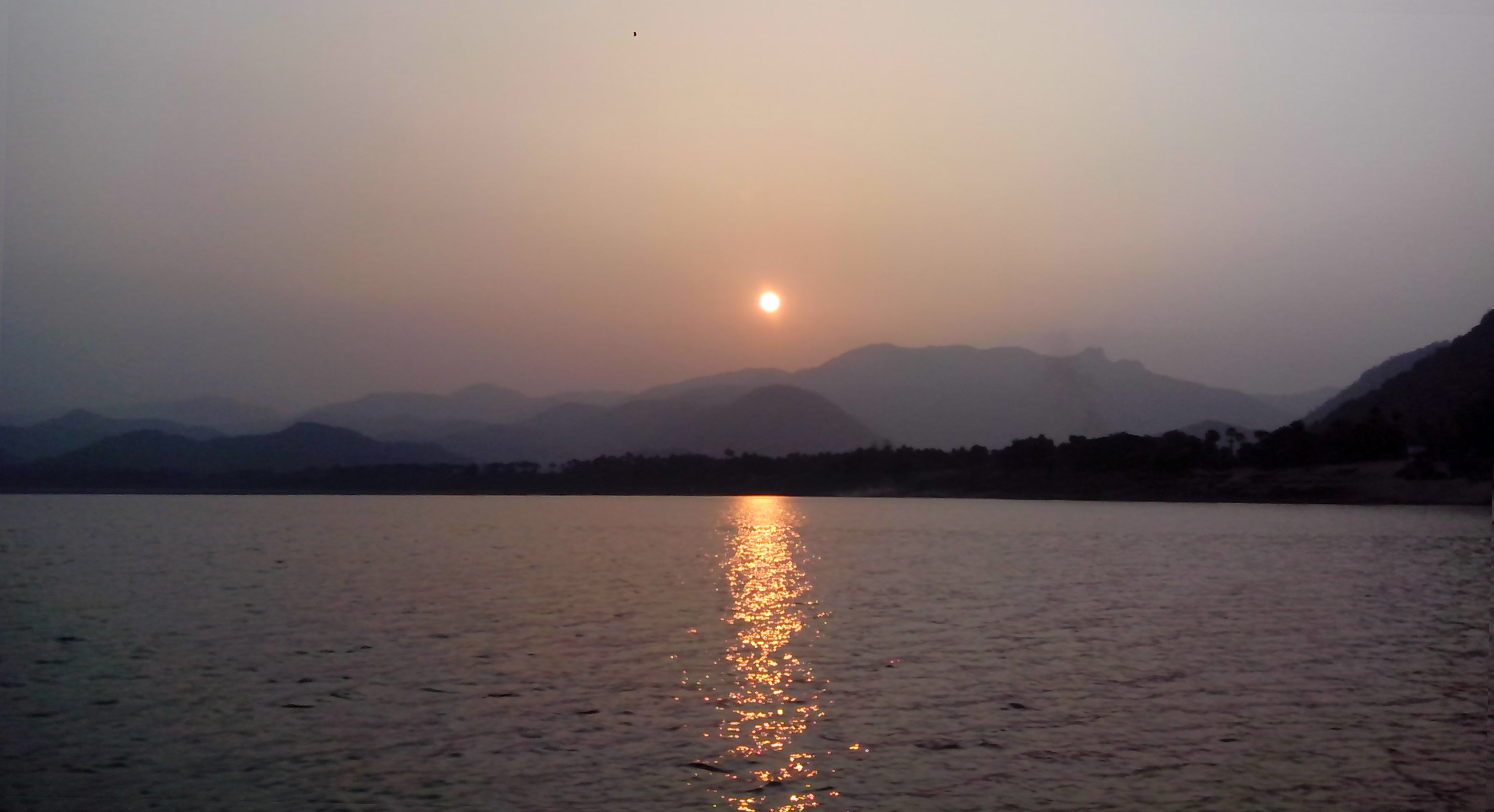
パピコンダ国立公園（英語版）
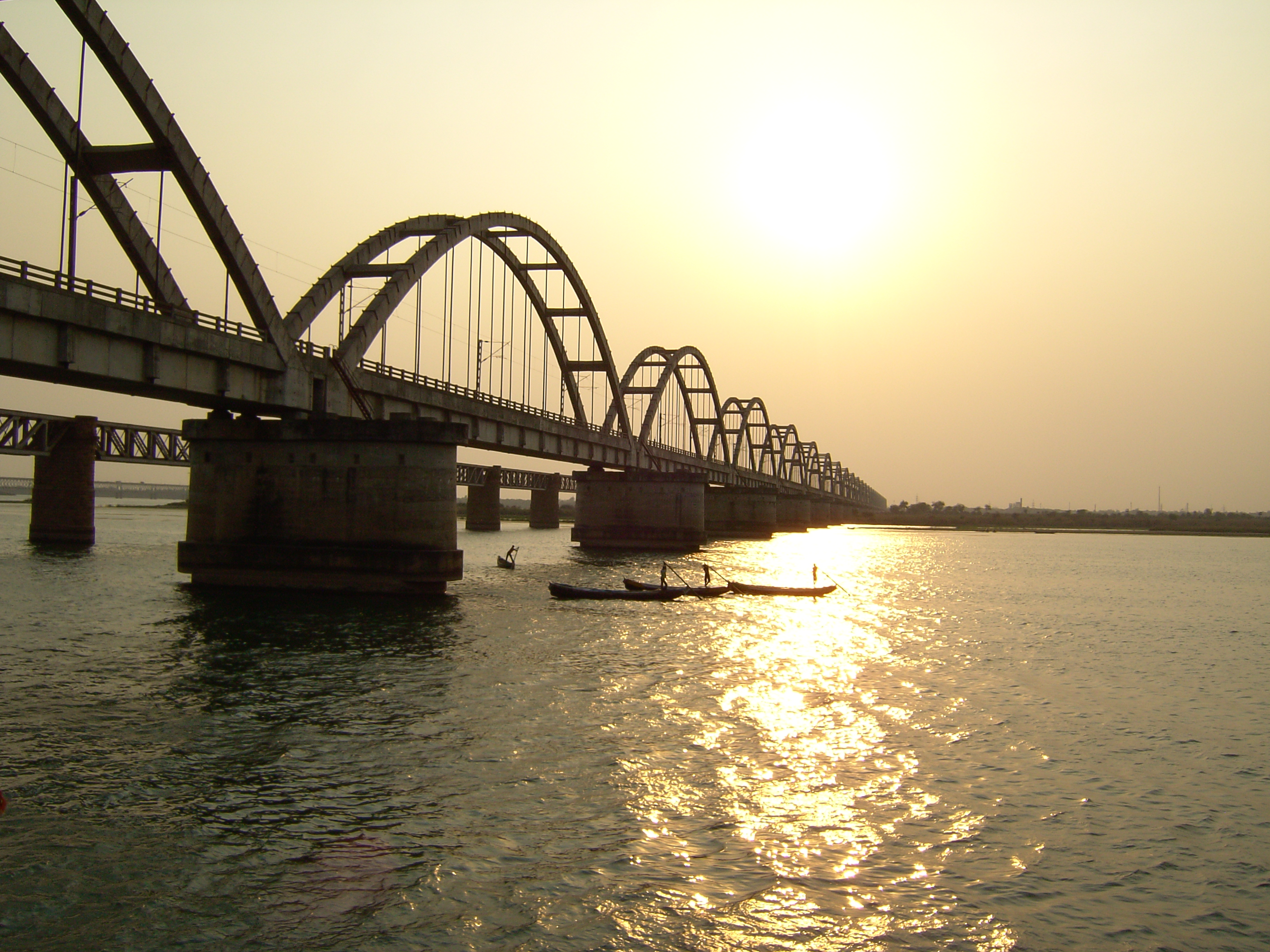
ラージャムンドリーのゴーダーヴァリアーチ橋（英語版）
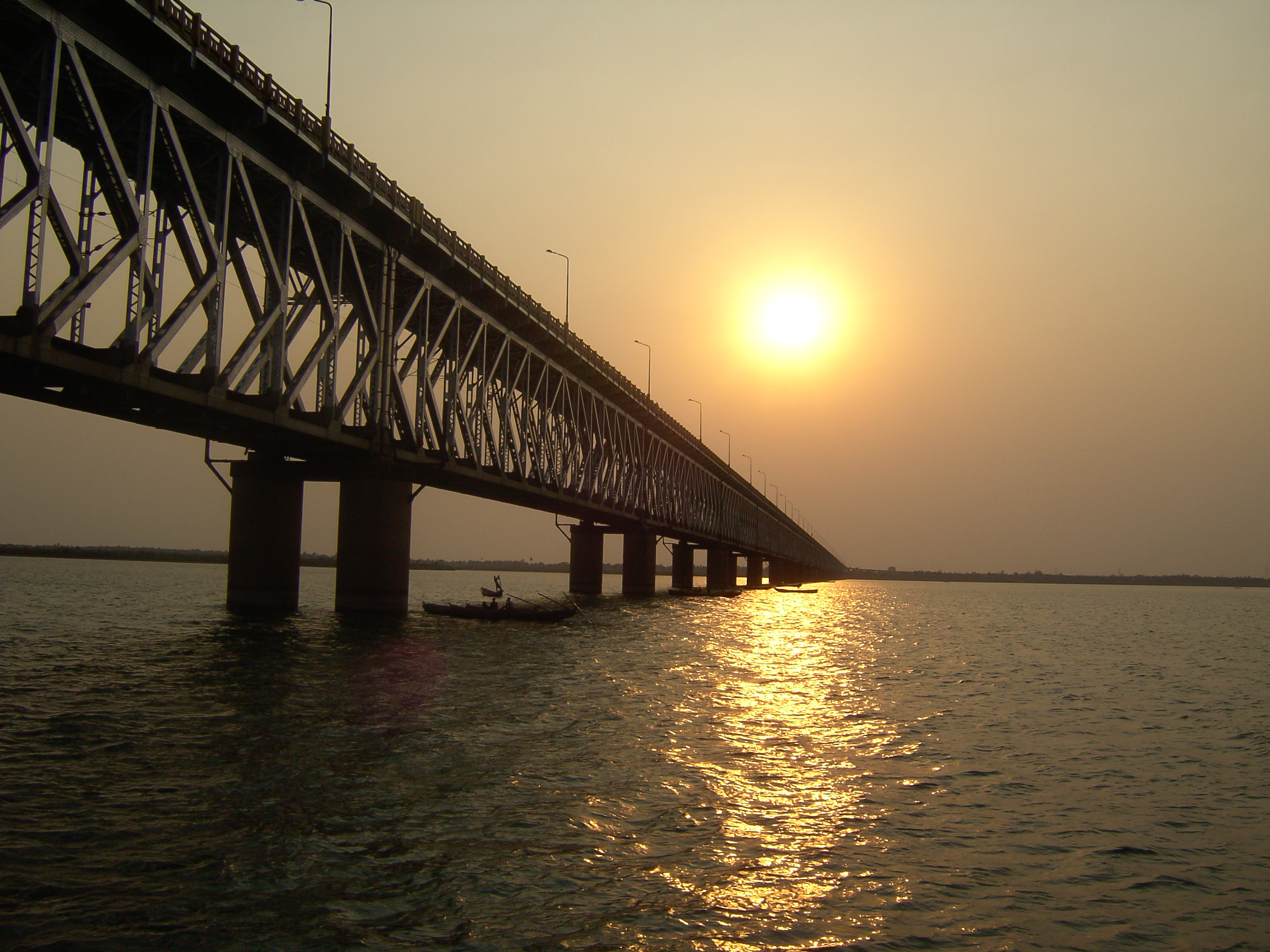
ラージャムンドリーのゴーダーヴァリ橋（英語版）

## 支流
- ペーンガンガー川